# Páll Melsted (1791-1861)
 Der er flere personer med dette navn, se Páll Melsted.
Páll Thórðarsson Melsted (31. marts 1791 i Vellir i Svarfaðardal – 9. maj 1861 i Stykkishólmur) var en islandsk embedsmand og politiker.

## Karriere
Han var søn af sognepræst Thorður Jonsson og Ingibjorg Jonsdóttir og opdroges hos morfaderen i præstegården Melstaður og tog herfra sit efternavn, da han 1809 dimitteredes fra Bessastaðir. Samme år blev Melsted kontorist hos amtmanden over Nord- og Østamtet Stefan Þórarinsson, rejste 1813 til København og blev 1815 exam. jur. Han blev samme år sysselmand i Mulasyssel, 1835 i Arnæssyssel og 12. april 1849 amtmand over Islands Vestamt. Melsted, som var en af de mest fremragende juridiske embedsmænd på Island i det 19. århundrede, begyndte 1837 sammen med amtmand Bjarni Thorarensen at virke for oprettelsen af en særlig rådgivende forsamling på Island og deltog fra den tid af meget i behandlingen af alle de vigtigere islandske anliggender. I 1845 udgav han en længere afhandling om Altingets indretning. Han var medlem af den rådgivende kommission af embedsmænd, der trådte sammen i 1839 og 1841, kongelig kommissarius i 1849 og 1853-59 på det genoprettede Alting og 1851 formand for den særlig sammenkaldte forsamling til behandling af forfatningsspørgsmålet. Som regeringens tillidsmand havde Melsted en vanskelig stilling på Altinget, men hans indsigtsfuldhed og takt vandt almindelig anerkendelse.
Melsted blev kammerråd 1832, 10. juni 1841 Ridder af Dannebrogordenen, 1848 justitsråd, 21. september 1851 Dannebrogsmand og 14. juli 1859 Kommandør af Dannebrog.

## Ægteskaber
Han blev gift 1. gang 2. november 1815 med Anna Sigridur Stefánsdóttir (20. maj 1790 på Mødruvalla - 8. juni 1844), datter af Stefan Þórarinsson, og 2. gang 5. september 1846 med Ingileif Jonsdóttir Bachmann (6. maj 1812 - 13. marts 1894 i Reykjavik), datter af præst Jón Bachmann og Ragnhíldur Björnsdóttir.